# Jongdungpho piac állomás
Jongdungpho (Yeongdeungpo) piac a szöuli metró 2-es és 5-ös vonalának állomása Jongdungpho-ku (Yeongdeungpo-gu) kerületben.

## Viszonylatok
| 5-ös vonal                                                            | 5-ös vonal | 5-ös vonal                                                    |
| --------------------------------------------------------------------- | ---------- | ------------------------------------------------------------- |
| Jongdungpho-ku cshong (Yeongdeungpo-gu cheong) Panghva (Banghwa) felé | fő vonal   | Singil Szangil-tong (Sangil-dong) vagy Macshon (Macheon) felé |